# Epanthidium flavoclypeatum
Epanthidium flavoclypeatum là một loài Hymenoptera trong họ Megachilidae. Loài này được Urban mô tả khoa học năm 2006.